# Ґраниця (Варшавський-Західний повіт)
Ґраниця (пол. Granica) — село в Польщі, у гміні Кампінос Варшавського-Західного повіту Мазовецького воєводства.
Населення — 27 осіб (2011).

## Демографія
Демографічна структура станом на 31 березня 2011 року:
|          | Загалом | Допрацездатний вік | Працездатний вік | Постпрацездатний вік |
| -------- | ------- | ------------------ | ---------------- | -------------------- |
| Чоловіки | 16      | 1                  | 12               | 3                    |
| Жінки    | 11      | 1                  | 6                | 4                    |
| Разом    | 27      | 2                  | 18               | 7                    |